# Galphimia schiedeana
Galphimia schiedeana är en tvåhjärtbladig växtart som beskrevs av Franz Josef Niedenzu. Galphimia schiedeana ingår i släktet Galphimia och familjen Malpighiaceae. Inga underarter finns listade i Catalogue of Life.